# Верхний Акташ
Верхний Акташ — село в Альметьевском районе Татарстана. Административный центр и единственный населенный пункт Верхнеакташского сельского поселения.

## География
Находится в юго-восточной части Татарстана на расстоянии приблизительно 10 км к северо-западу от города Альметьевск.
Примыкает к железной дорогой Агрыз — Акбаш (на западе) и к автодороге Набережные Челны — Альметьевск (на востоке).

## История
Основано в первой половине XVIII века. В 1880 году была построена Никольская церковь.

## Население
Постоянных жителей было: в 1782—233, в 1795—291 душа мужcкого пола, в 1859—1109, в 1884—1734, в 1897—1975, в 1913—2669, в 1920—2747, в 1926—2149, в 1938—1542, в 1949—1228, в 1958—1192, в 1970—1302, в 1989—837, в 2002 − 839 (русские 28 %, мордва 31 %), 822 в 2010.
| 2012 | 2013 | 2014 | 2015 | 2016 | 2017 |
| ---- | ---- | ---- | ---- | ---- | ---- |
| 838  | ↗848 | ↗861 | ↘856 | ↗862 | ↗868 |